# Alchemilla aspera
Alchemilla aspera är en rosväxtart som beskrevs av A. Plocek. Alchemilla aspera ingår i släktet daggkåpor, och familjen rosväxter. Inga underarter finns listade i Catalogue of Life.